# Contea di Iosco
La contea di Iosco, in inglese Iosco County, è una contea dello Stato del Michigan, negli Stati Uniti. La popolazione al censimento del 2000 era di 27 339 abitanti. Il capoluogo di contea è Tawas City.